# Antônio Milton Salles
Antônio Milton Salles (Paraisópolis, 13 de junho de 1946 - Belo Horizonte, 3 de agosto de 2006) foi um advogado e político brasileiro do estado de Minas Gerais.

Foi deputado estadual em Minas Gerais no período de 1979 até 1995 (da 9ª à 12ª legislatura

), atuando como vice-líder da Arena (1979) e do PDS (1980-1982), e líder do PFL (1987-1989) durante a Constituinte Estadual. Foi membro das Comissões de Saúde e Ação Social, de Turismo, Patrimônio Histórico e Artístico, de Constituição e Justiça e de Agropecuária e Política Rural.
Antônio Milton Salles é filho do também ex-deputado estadual mineiro Milton Salomon Salles e pai do prefeito de Carmo da Mata, Milton Salles Neto.